# Murialdo
Murialdo ist eine italienische Gemeinde mit 729 Einwohnern (Stand 31. Dezember 2023) in der Provinz Savona, Region Ligurien. Der Ort bedeckt eine Fläche von 37,49 km².
Die Nachbargemeinden sind Calizzano, Castelnuovo di Ceva (CN), Massimino, Millesimo, Osiglia, Perlo (CN), Priero (CN) und Roccavignale.

## Söhne und Töchter des Ortes
- Augusto Bonetti (1835–1904), Geistlicher